# Michael Kidd

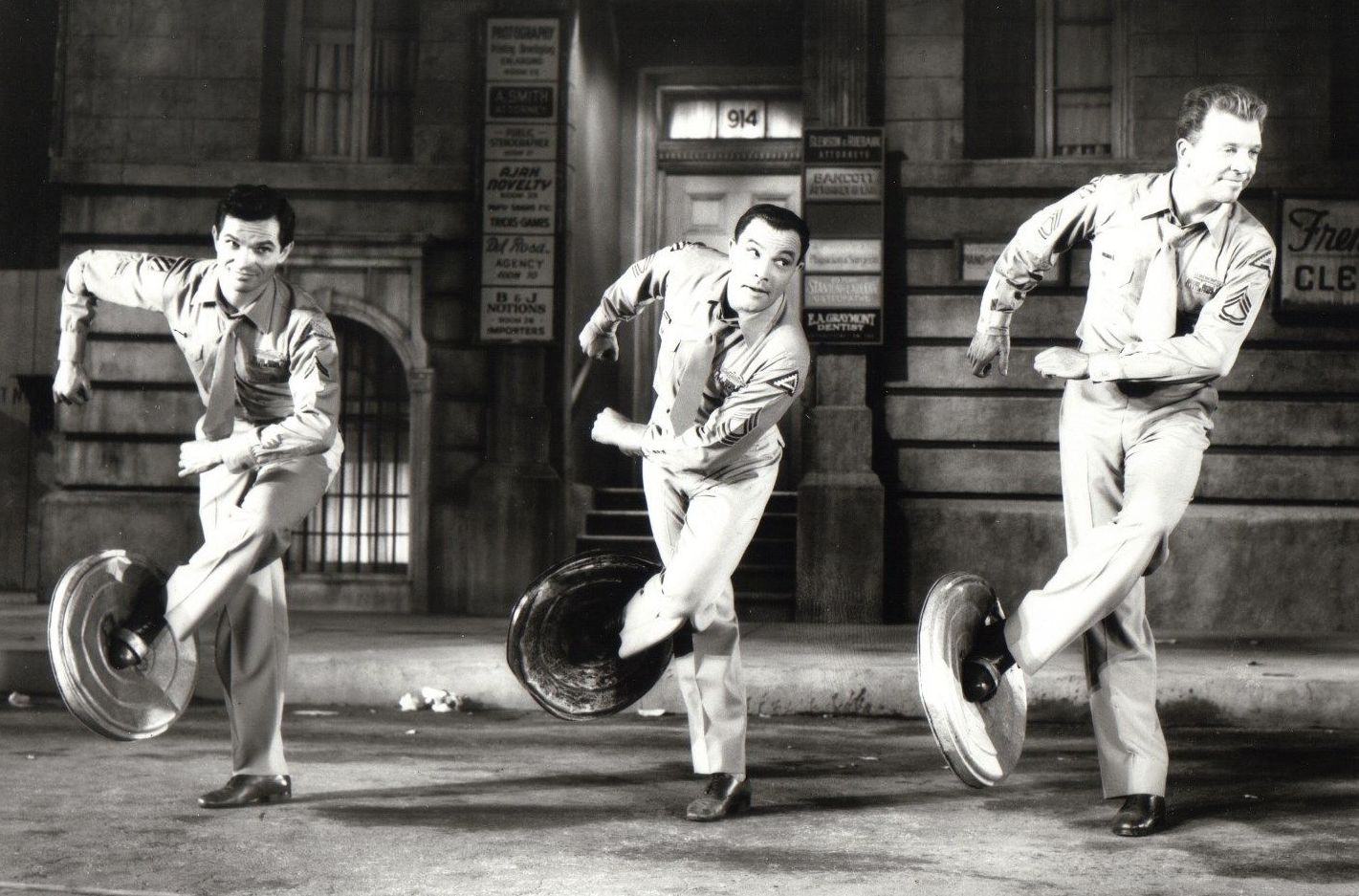
Foto publicitaria de It's Always Fair Weather (1955), con Michael Kidd, Gene Kelly y Dan Dailey

Michael Kidd -de nombre, Milton Greenwald- (Lower East Side, Nueva York, 12 de agosto de 1915 - Los Ángeles, 23 de diciembre de 2007) fue un coreógrafo, bailarín y actor estadounidense.
Inició sus estudios de ingeniería en el Engineering City College de Nueva York, para abandonarlos a los tres años por el baile de la mano de Anatol Vilzak, Ludmila Schollar y Muriel Stuard. Su debut en el teatro fue en 1937 con The eternal road, incorporándose al American Ballet Theatre después de haber pasado por la Escuela Americana de Ballet. Casado con Mary Heater, juntos realizaron el guion de su primera obra, On stage! (1945), que le abrió las puertas de Broadway.
Destacó en la coreografía de musicales, siendo uno de los impulsores del music-hall y de la danza clásica en Estados Unidos. Exigente en sus coreografías, las dotó de un estilo complejo que el propio Kidd atribuía a sus estudios de geometría y matemáticas. Entre sus más celebradas piezas se encuentran los bailes para Fred Astaire en The band wagon (1953), los preparados para la película Knock on wood (1954), su trabajo junto a Gene Kelly en It's always fair weather, y sus coreografías en Finian's rainbow (1947), Guys and dolls (1951), Can-Can (1953), Siete novias para siete hermanos (1954), Ben Franklin in Paris (1964), Hello Dolly (1969) y The Rothschilds (1970). Dirigió también la película Merry Andrew con Danny Kaye y Pier Angeli
Al final de su carrera había ganado cinco Premios Tony por Finian's rainbow, Guys and Dolls, Can-Can, Li'l Abner (1957) y Destry Rides Again (1960), así como un Óscar honorífico en 1996.

## Premios y distinciones
Óscar
| Año  | Categoría        | Resultado |
| ---- | ---------------- | --------- |
| 1997 | Óscar honorífico | Ganador   |